# Wassili Sergejewitsch Kalinnikow

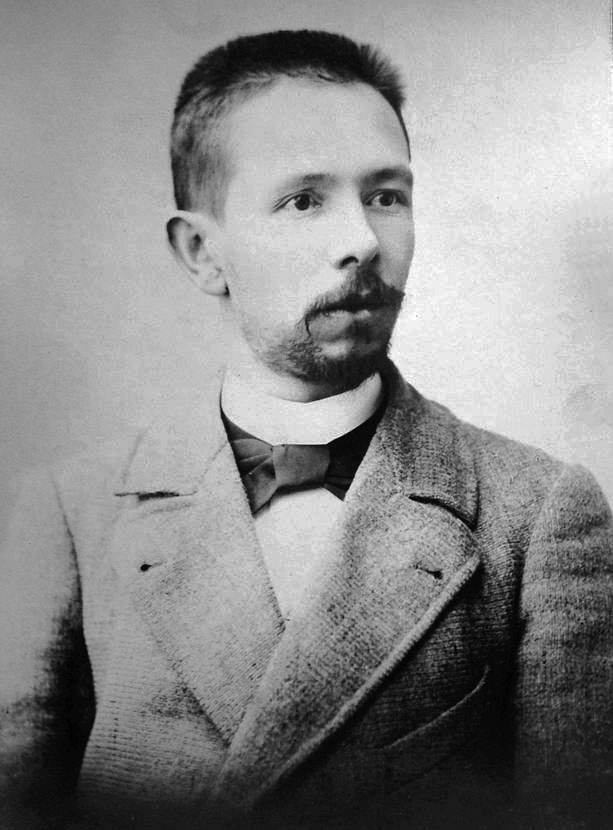
Wassili Kalinnikow, Postkarte

Wassili Sergejewitsch Kalinnikow (russisch Василий Сергеевич Калинников, wiss. Transliteration Vasilij Sergeevič Kalinnikov; * 1.jul. / 13. Januar 1866greg. in Woiny, Gouvernement Orjol; † 29. Dezember 1900jul. / 11. Januar 1901greg. in Jalta) war ein russischer Komponist.

## Leben
Kalinnikow, der Sohn eines Polizeibeamten und älterer Bruder des Komponisten Viktor Sergejewitsch Kalinnikow, kam aus ärmlichen Verhältnissen. Ab 1879 besuchte er ein theologisches Seminar in Orjol, wo er schon bald einen Chor leiten durfte. 1884 begann er ein Musikstudium am Moskauer Konservatorium, das er jedoch aus finanziellen Gründen abbrechen musste. Ein Stipendium ermöglichte ihm ab 1885 ein Studium der Fächer Komposition und Fagott an der Schule der Moskauer Philharmonischen Gesellschaft, das er 1892 beendete. Nebenbei betätigte er sich als Notenkopist und Aushilfsmusiker in diversen Orchestern. Im Jahre 1892 erhielt Kalinnikow durch Vermittlung Pjotr Tschaikowskis den Dirigentenposten am Maly-Theater in Moskau. 1893 wurde er Dirigierassistent am Italienischen Theater. Bedingt durch seine von großer Not geprägten Lebensumstände erkrankte er jedoch bald darauf an Tuberkulose. Seine letzten Lebensjahre verbrachte er auf der Krim, wo er auf Linderung seiner Krankheit durch die dortigen klimatischen Bedingungen hoffte. Er lebte von einer kleinen Rente der Moskauer Philharmonischen Gesellschaft. Seine finanzielle Situation wurde gegen Ende seines Lebens etwas abgemildert, weil sich Sergei Rachmaninow für ihn einsetzte und einen Verleger für seine Werke fand.

## Tonsprache
Obwohl sich als Vorbilder Pjotr Tschaikowski und Alexander Borodin erkennen lassen, besitzt seine Musik einen durchaus eigenständigen Charakter. Kalinnikows Begabung kommt vor allem in seiner sehr einfallsreichen und eingängigen Melodik zum Tragen. Seine Orchestration ist stets farbig und vollklingend. Bei seinen größer angelegten Werken legte er Wert auf eine intensive zyklische Verknüpfung der einzelnen Sätze. Besonders fällt auf, dass seine Musik eine ungemein positive Grundstimmung besitzt und geradezu optimistisch wirkt, obwohl sie im Angesicht seiner unheilbaren Krankheit entstand. Zu Lebzeiten fand Kalinnikow einige Beachtung und wurde von bedeutenden Musikern wie Sergei Rachmaninow und Fjodor Schaljapin geschätzt. Nach seinem Tode ließ seine Bekanntheit deutlich nach. Anfang der 1950er Jahre erlebte Kalinnikow jedoch eine Renaissance, da seine Musik in vielerlei Hinsicht mit der staatlich geforderten Ästhetik des Sozialistischen Realismus übereinstimmte.

## Hymne der UdSSR
In Kalinnikows Werk „Bylina“ (Märchen) findet sich ein Motiv, das dem der sowjetischen Hymne äußerst ähnlich ist. Der als Komponist des Werks bekannte Alexander Wassiljewitsch Alexandrow wurde deshalb des Plagiates an Kalinnikows Orchesterwerk bezichtigt.

## Werke
- Orchesterwerke
  - Sinfonie Nr. 1 g-Moll (1895)
  - Sinfonie Nr. 2 A-Dur (1897)
  - Suite h-Moll (1892)
  - Fuge d-Moll (1889)
  - „Die Nymphen“, symphonisches Bild (1889)
  - Ouvertüre d-Moll (1894)
  - „Zeder und Palme“, symphonisches Bild (1898)
  - 2 Intermezzi A-Dur (1896) und G-Dur (1897)
  - Serenade g-Moll für Streichorchester (1891)
  - Bylina, Ouvertüre (ca. 1892)
  - Schauspielmusik zu „Zar Boris“ (1898)
- Vokalwerke
  - „Im Jahre 1812“, unvollendete Oper (1899/1900)
  - Werke für Chor
  - Lieder
- Klaviermusik
  - kleinere Stücke